# Mingo (Iowa)
Mingo – miasto w Stanach Zjednoczonych, w stanie Iowa, w hrabstwie Jasper. W 2000 roku liczyło 269 mieszkańców.